# Nicolás Bravo
Nicolás Bravo Rueda (Chilpancingo, 1786. szeptember 10. – Chilpancingo, 1854. április 22.) mexikói függetlenségi harcos volt, később három alkalommal rövid időre az ország elnöke lett.

## Élete
1786-ban született a mai Guerrero állam fővárosában, Chilpancingóban, amit később családja tiszteletére neveztek el Chilpancingo de los Bravónak. Szülei Leonardo Bravo és Gertrudis Rueda voltak. Tulajdonukban állt egy hacienda a várostól 35 km-re, Chichihualco mellett, ahol gazdálkodtak és kereskedelemmel is foglalkoztak. Jólétben éltek, bár a félszigeti háború idején a kötelező háborús hozzájárulás kissé rontotta anyagi helyzetüket. Nicolás Víctor nevű nagybátyjától tanult írni-olvasni és számolni, és bár apja eleinte egyházi pályára szánta, a fiú azonban sokkal inkább vonzódott a mezőgazdasági és kereskedelmi foglalatosságokhoz, így végül ezt választotta. Feleségül vette Antonia Guevarát, és sikeresen éltek, amíg ki nem tört a függetlenségi háború.

### A függetlenségi háborúban
Miután 1810-ben megkezdődött a Miguel Hidalgo által vezetett felkelés, Tixtla és Chilapa urai arra szólították fel a Bravo családot, állítsanak ki csapatokat a lázadás leverésére. Hogy nyugtot találjanak, visszavonultak a haciendájukra, de oda is elért a háború. 1811 tavaszán José María Morelos megbízásából a haciendába érkezett Hermenegildo Galeana, aki rábeszélte a család tagjait, csatlakozzanak a függetlenségi mozgalomhoz.
Részt vett a tixtlai csatában, harcolt a Tenango-csúcsnál, Taxco bevételekor, a Tecualoya-szakadéknál és Tenancingónál, majd Cuautla 72 napos ostromakor is ott volt a védők Morelos vezette seregében. A körbevett városból 1812 májusának elején törtek ki. Tehuacán elfoglalása után Morelos a Veracruzból Puebla felé tartó Juan Labaqui spanyol serege ellen küldte Bravót, aki augusztus 19-én San Agustín del Palmar mellett, a pueblai síkon vereséget is mért ellenségére, Labaquit megölték, 200 foglyot ejtettek, valamint zsákmányoltak 300 puskát és három könnyű ágyút. Hamarosan Puente del Rey mellett újabb győztes csatát vezetett, itt a felkelők 90 foglyot ejtettek.
Bravo éppen Tehuacánban tartózkodott, amikor megtudta a hírt, hogy apját, Leonardót, nemrég elfogták a San Gabriel haciendában. Francisco Xavier Venegas alkirály megüzente a fiúnak, apját kivégzik, hacsak nem teszi le a fegyvert és adjá át magát a spanyol hatóságoknak. Ő nem fogadta el az ajánlatot, mivel emlékezett a tepecoacuilcói Orduña testvérek esetére: Rafaelt elfogták a spanyolok, és amikor egy hasonló ígéretet hallva Juan feladta magát, mégis mindkettejüket kivégezték.
Morelos 800 foglyot ajánlott fel cserébe Leonardo Bravóért, de az alkirály ezt visszautasította és 1812. szeptember 13-án kivégeztette foglyát. Morelos erre válaszként 400 foglyot ítélt halálra, többek között Nicolás Bravót is utasította, hogy lövesse agyon a medellíni erődben fogva tartottakat. Bravo sokat vívódott, hogy teljesítse-e a könyörtelen vérbosszút, majd másnap, amikor már minden készen állt a kivégzésre, szabadon engedte a foglyokat. Többen hálából csatlakoztak a felkelők seregéhez, öt veracruzi kereskedő pedig menlevelet kért és hálából hamarosan egy szakasznyi katona ruházatához szükséges anyagot juttattak el ajándékba Bravónak. Az események híre gyorsan terjedt, Bravót innentől kezdve mindenki jóakaratú és nagylelkű emberként tisztelte.
Morelos ezek után a veracruzi hadszíntérre küldte harcolni Bravót. Csatázott Xalapánál, Tlalixcoyannál, az alvaradói kikötőnél és San Juan Coscomatepecnél. Utóbbi helyen egy 30 napos ostromot állt ki, de végül fel kellett adnia a várost. Mivel a spanyol postai és áruküldemények jó része Veracruz területén haladt át, Bravo csapatai jelentősen tudták akadályozni a szállítmányozást és sok zsákmányt szerezhettek időről időre.
1813 decemberében Bravo nyugatra húzódott, hogy csapatait egyesítse Hermenegildo Galeanáéival és Mariano Matamoroséival Valladolid megtámadásának érdekében. A támadás nem sikerült, sőt, 1814 januárjában még Puruaránnál is vereséget szenvedtek, itt többek között magát Matamorost, az egyik legnagyobb vezért is elfogták a spanyolok. A függetlenségi mozgalom már ekkor hanyatlásnak indult, bár Morelos még összehívta az anáhuaci kongresszust, megalkották az apatzingáni alkotmányt, de katonai sikereket egyre kevesebbet értek el. Bravo ezalatt végig Morelossal maradt, majd annak 1815 végi elfogásakor a kongresszus megmaradt tagjait segített Tehuacánba menekíteni. December 22-én Ecatepecben kivégezték Morelost, így a felkelők egységes vezetés nélkül maradtak. A következő években egymástól szinte független csoportok vívták a harcot a spanyolokkal, sokszor gerillamodorban. A harcot folytató kevesek egyike volt Nicolás Bravo is.
A Cóporo erődöt próbálta meg védelmezni, de hiába: 1816 végén reménytelen helyzetbe került és menekülnie kellett. A Dolores-ranchóban rejtőzött el és sebeit gyógyítgatta, de elárulták rejtekhelyét, így 1817. december 22-én Gabriel Armijo elfogta. Cuernavacába szállították és halálra ítélték, de Armijo közbenjárására az ítélet végrehajtását végül elhalasztották, hogy katonai bíróság elé állíthassák. Ez pedig életben maradását jelentette, végül az ítélet szerint birtokait elkobozták, 1818. október 9-én pedig a mexikóvárosi Cárcel de Corte börtönbe szállították. Hogy egy kis pénzhez jusson, kartonból szivardobozokat készített és színes papírokkal díszítette őket, a megszerzett pénzből pedig csokoládét és dohányt vásárolt. 1820. október 13-án szabadult ki, mivel a cádizi alkotmány értelmében lehetővé vált a politikainak tekintett foglyok elengedése. 1821-ben csatlakozott az Iguala-terv támogatóihoz.

### A független Mexikóban
A régensség idején lovassági ezredessé nevezték és állami tanácsadóként is tevékenykedett, de 1823 januárjában részt vett az Ágoston császár elleni felkelésben. Chilapa és Tixtla között, Almolonga falu mellett Armijo seregei vereséget mértek rá, ezután újjászervezte csapatait és Huajuapanban Antonio Leónnal szövetkezve Oaxaca elfoglalására indultak. Hamarosan a császár lemondott, és Európába hajózott; Veracruz kikötőjéig Bravo kísérte el a távozó uralkodót. A császár nélkül maradt ország irányítását egy köztársaságpárti triumvirátus vette át, amelyet Nicolás Bravo, Guadalupe Victoria és Pedro Celestino Negrete alkotott. A hamarosan megalakuló Victoria-kormányban Bravo lett az alelnök.
Csatlakozott a skótnak nevezett szabadkőműves páholyhoz, majd az 1828-as választások előtti harcban a Montaño-tervhez is, és fegyveres erővel támogatta Manuel Gómez Pedraza elnökjelöltet Vicente Guerreróval szemben. A harcból Guerrero került ki győztesen, Bravot Tulancingóban börtönbe vetették, majd az ecuadori Guayaquilbe száműzték, ahonnan Guetamalába, majd az Amerikai Egyesült Államokba ment. Eközben halt meg egyetlen fia. A következő évben az általános amnesztiának köszönhetően hazatérhetett, de újra fegyvert fogott és megszállta Acapulcót.
Guerrero elnök bukása után Bravót az északi hadsereg vezetőjévé nevezték ki, ezt a tisztségét egészen 1836-ig töltötte be, amikor is visszavonult a politikától és Chilpancingóban telepedett le. A viharos politikai események, az Egyesült Államokkal való növekvő ellentétek azonban visszatérésre késztették. 1839-ben már a képviselőház tanácsának elnöke volt, július 10. és 19. között pedig ideiglenes elnökké is kinevezték. 1841-ben México állam kormányzójává választották, majd Antonio López de Santa Anna javaslatára ismét ideiglenes államelnök lett, ezúttal kicsit hosszabb időre: 1842. október 26-tól 1843. május 4-ig.
1844 májusában Bravót bízták meg a chilapai indiánok lázadásának leverésével, nem sokkal később viszont ő lázadt fel Santa Anna kormánya ellen. 1846 januárjában csatlakozott a San Luis Potosí-tervhez, amelynek célja Mariano Paredes újbóli elnökké választása volt. Hamarosan México hadparancsnokává nevezték ki, és feladatul kapta Puebla, Veracruz, Oaxaca és Tabasco védelme mellett azt is, hogy igyekezzen megakadályozni az USA fenyegető invázióját a Mexikói-öböl térségében. Július 28-án újból Mexikó elnöke lett, ám a Jalisco-terv alapján történő szervezkedés, amit a fellegvár őrsége is támogatott, hét nap múlva véget vetett hivatalának.
A mexikói–amerikai háború rosszul alakult Mexikó számára. Santa Anna megbízta Bravót a chapultepeci kastély védelmével, 1847. szeptember 13-án azonban az észak-amerikaiak elfoglalták azt is. Bravo fogságba esett, majd egyre hevesebb kritikák érték, ezek következtében pedig végleg visszavonult a politikai élettől, bár 1848-ban ideiglenesen még Puebla állam kormányzója is volt.
1854-ben újabb Santa Anna-ellenes lázadás kezdődött, Bravót is hívták, hogy csatlakozzon az Ayutla-tervhez, de ő már nem akart újabb forradalmakban részt venni. Április 22-én, feleségével egy napon halt meg, ez a gyanús körülmény pedig olyan találgatásokra adott okot, hogy esetleg megmérgezték őket.
Holttestét 1925-ben a mexikóvárosi Függetlenség-emlékmű mauzóleumában helyezték el.